# Schaftkreuz

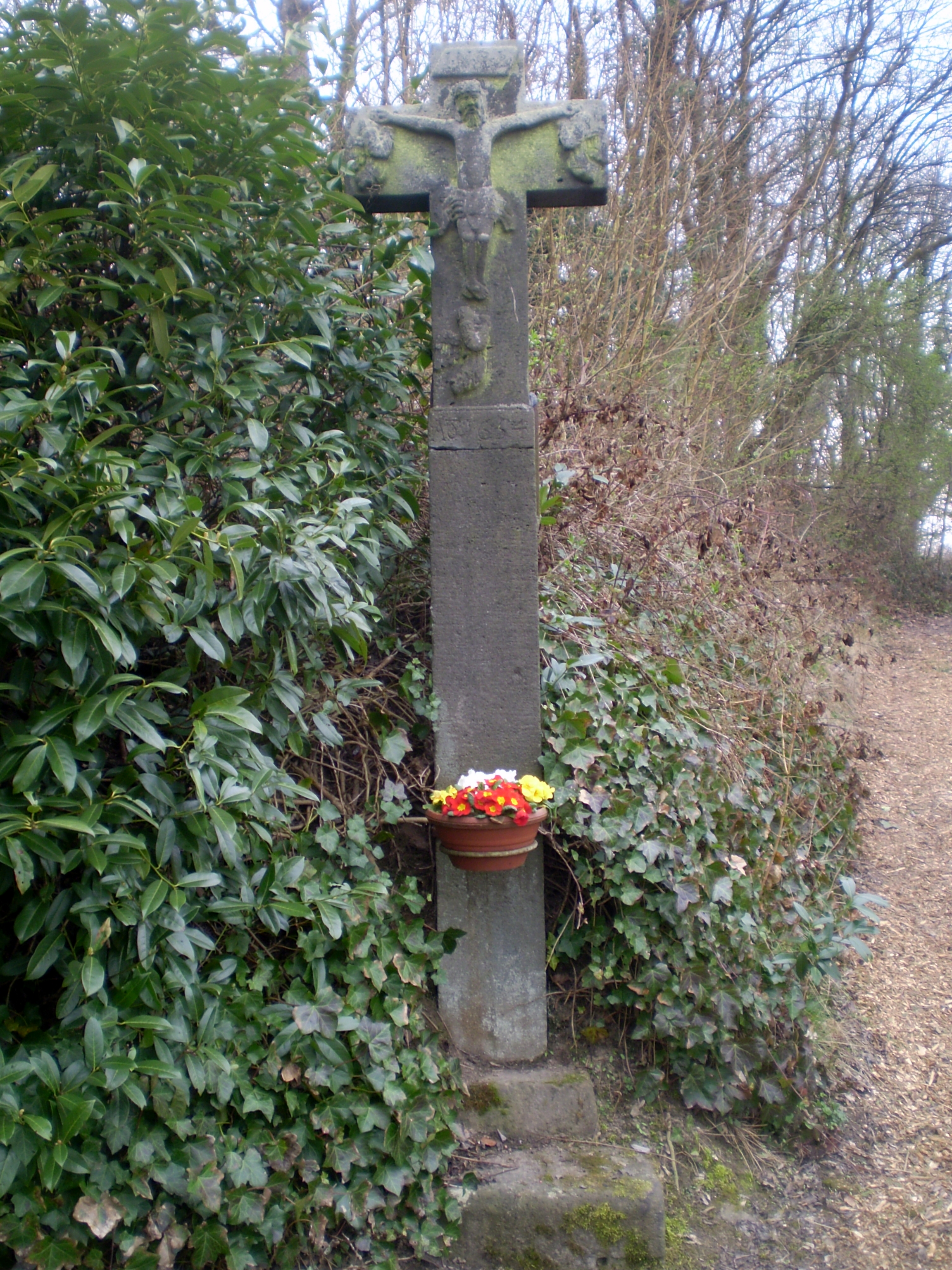
Beispiel eines Schaftkreuzes

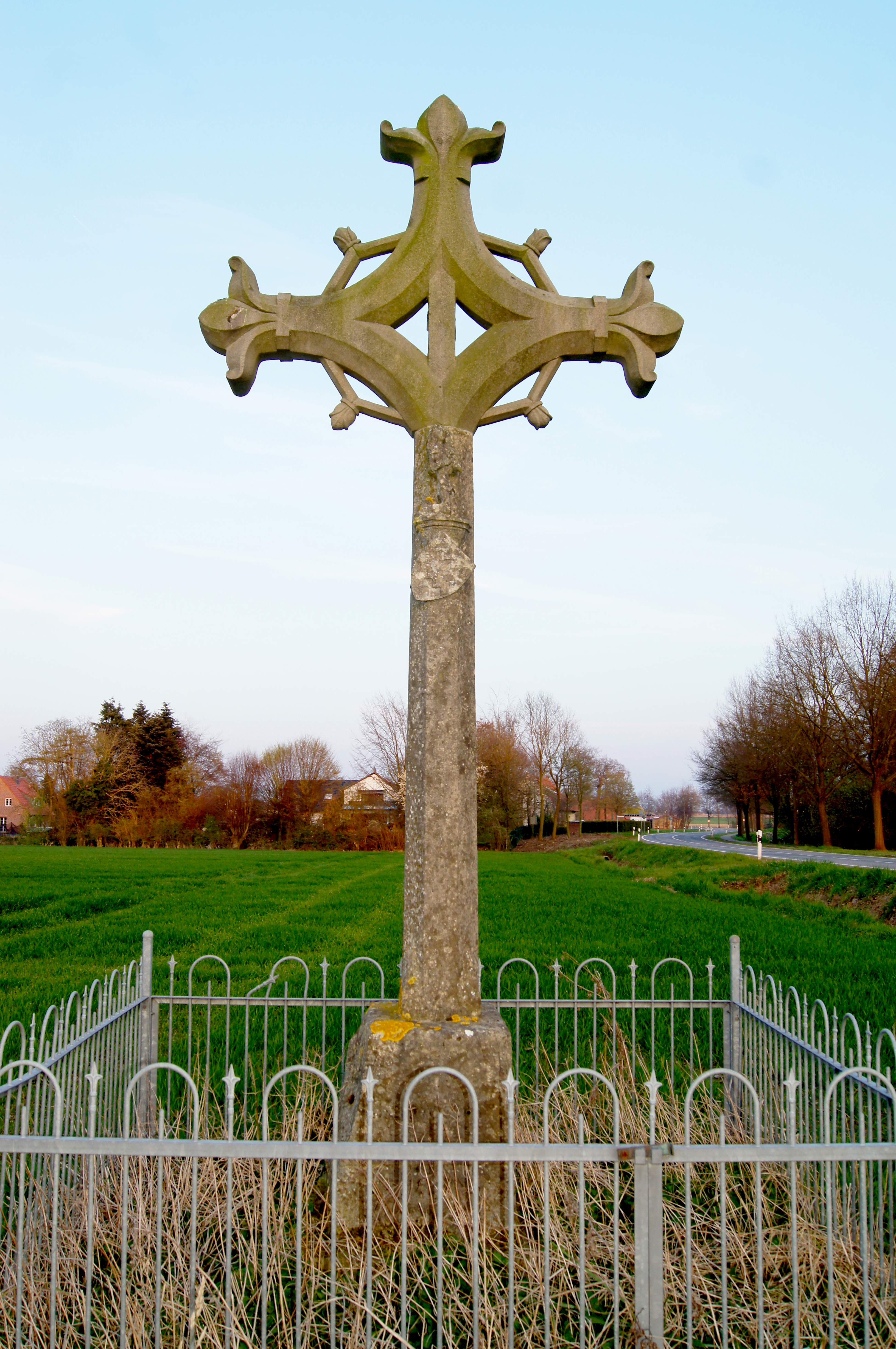
Das Poppenbecker Kreuz ist ein gotisches Schaftkreuz

Ein Schaftkreuz ist aufgrund seiner Bauweise eine spezifische Bauform eines Hochkreuzes. Hierbei steht das meistens in (Sand-)Stein, gelegentlich auch in Holz oder noch seltener in Metall gefertigte eigentliche Balkenkreuz oder Kruzifix über einem meist aus Stein erstellten Schaft (bzw. Pfeiler oder Säule), der auf einem Fundament oder Sockel errichtet wurde. Es unterscheidet sich somit von einem schlichten Balkenkreuz, einem Bildstock, Gliederkreuz oder Nischenkreuz – kann aber mit einer Nische im Kreuzstamm ein Element dieser Kreuzformen aufweisen. Es ist damit eine erweiterte und meist höhere Form eines einfachen Steinkreuzes. Schaftkreuze sind häufig als Wege- bzw. Flurkreuze oder gelegentlich an Kirchen oder auf Friedhöfen in überwiegend katholischen Regionen wie z. B. im Rheinland zu finden.